# Campeonato Africano de Atletismo de 2022 - 1500 m masculino
A prova dos 1500 metros masculino do Campeonato Africano de Atletismo de 2022 foi disputada nos dias 11 e 12 de junho, no Complexo Esportivo Nacional Cote d'Or, em Saint Pierre, na Maurícia.

## Recordes
Antes desta competição, os recordes mundiais e do campeonato nesta prova eram os seguintes:
|                       | Nome               | Nacionalidade | Tempo     | Local | Data                |
| --------------------- | ------------------ | ------------- | --------- | ----- | ------------------- |
| Recorde mundial       | Hicham El Guerrouj | Marrocos      | 3m 26s 00 | Roma  | 14 de julho de 1998 |
| Recorde do campeonato | Elijah Manangoi    | Quênia        | 3m 35s 20 | Asaba | 5 de junho de 2018  |
| Recorde africano      | Hicham El Guerrouj | Marrocos      | 3m 26s 00 | Roma  | 14 de julho de 1998 |

## Medalhistas
| Ouro               | Prata                | Bronze               |
| Abel Kipsang (KEN) | Ryan Mphahlele (RSA) | Adehena Kasaye (ETH) |

## Cronograma
Todos os horários são locais (UTC+4). 
| Data        | Hora  | Evento  |
| ----------- | ----- | ------- |
| 11 de junho | 15:50 | Bateria |
| 12 de junho | 16:05 | Final   |

## Resultados

### Bateria
Qualificação: 4 atletas de cada bateria (Q) mais os 4 melhores qualificados (q). 
| Posição | Bateria | Atleta                      | Nacionalidade             | Tempo   | Notas |
| ------- | ------- | --------------------------- | ------------------------- | ------- | ----- |
| 1       | 1       | Abel Kipsang                | Quênia                    | 3:38.81 | Q     |
| 2       | 1       | Ryan Mphahlele              | África do Sul             | 3:39.33 | Q     |
| 3       | 1       | Adehena Kasaye              | Etiópia                   | 3:40.74 | Q     |
| 4       | 1       | Abdellatif Sadiki           | Marrocos                  | 3:42.31 | Q     |
| 5       | 1       | Yach Wol                    | Sudão do Sul              | 3:42.50 | q     |
| 6       | 1       | Elias Ngeny                 | Quênia                    | 3:42.69 | q     |
| 7       | 1       | Emmanuel Otim               | Uganda                    | 3:43.43 | q     |
| 8       | 1       | Youssouf Hiss Bachir        | Djibuti                   | 3:46.18 | q     |
| 9       | 2       | Kumari Taki                 | Quênia                    | 3:46.24 | Q     |
| 10      | 2       | Moujahid El Hassane         | Marrocos                  | 3:46.45 | Q     |
| 11      | 2       | Teddese Lemi                | Etiópia                   | 3:46.55 | Q     |
| 12      | 2       | Hicham Ouladha              | Marrocos                  | 3:47.11 | Q     |
| 13      | 1       | Riadh Chninni               | Tunísia                   | 3:47.16 |       |
| 14      | 2       | Salim Abu Mayanja           | Uganda                    | 3:47.36 |       |
| 15      | 2       | Abdullahi Jama Mohamed      | Somália                   | 3:50.61 |       |
| 16      | 2       | Bacha Morka                 | Etiópia                   | 3:51.33 |       |
| 17      | 1       | Mohammad Dookun             | Ilhas Maurícias           | 3:52.02 |       |
| 18      | 1       | Mohamed Ali Algorni Alaa    | Líbia                     | 3:54.79 |       |
| 19      | 2       | Ahmed Daher Ismail          | Djibuti                   | 3:55.33 |       |
| 20      | 2       | Djamal Abdi Dirieh          | Djibuti                   | 3:55.72 |       |
| 21      | 2       | Sylvain Azonhin             | Benim                     | 3:57.07 |       |
| 22      | 2       | Iven Moise                  | Seicheles                 | 3:57.68 |       |
| 23      | 2       | Francky Mbotto              | República Centro-Africana | 4:00.70 |       |
| 24      | 1       | Edrissa Marong              | Gâmbia                    | 4:05.55 |       |
| 25      | 1       | Dominic Lokolong Atiol      | Atleta refugiado          | 4:06.21 |       |
| 99      | 2       | Alex Franck Ngouari-Mouissi | República do Congo        | DNS     |       |

### Final
A final ocorreu dia 12 de junho às 16:05.
| Posição           | Atleta               | Nacionalidade | Tempo   | Notas |
| ----------------- | -------------------- | ------------- | ------- | ----- |
| Medalha de ouro   | Abel Kipsang         | Quênia        | 3:36.57 |       |
| Medalha de prata  | Ryan Mphahlele       | África do Sul | 3:36.74 |       |
| Medalha de bronze | Adehena Kasaye       | Etiópia       | 3:38.27 |       |
| 4                 | Kumari Taki          | Quênia        | 3:38.31 |       |
| 5                 | Teddese Lemi         | Etiópia       | 3:39.54 |       |
| 6                 | Moujahid El Hassane  | Marrocos      | 3:39.91 |       |
| 7                 | Hicham Ouladha       | Marrocos      | 3:40.95 |       |
| 8                 | Abdellatif Sadiki    | Marrocos      | 3:44.42 |       |
| 9                 | Youssouf Hiss Bachir | Djibuti       | 3:45.92 |       |
| 10                | Emmanuel Otim        | Uganda        | 3:50.72 |       |
| 11                | Yach Wol             | Sudão do Sul  | 3:54.59 |       |
| 12                | Elias Ngeny          | Quênia        | DNF     |       |

Legenda
| Recorde mundial       | Recorde mundial (World record)               |                       | Recorde africano                      | Recorde africano (African) |                                           | Q | Classificado por posição (Qualified) |
| Recorde do campeonato | Recorde do campeonato (Championship record)  | Recorde da América    | Recorde da América (Americas)         | q                          | Classificado por melhor tempo (Qualified) |   |                                      |
| Melhor marca do ano   | Melhor marca do ano (World leading)          | Recorde asiático      | Recorde asiático (Asian)              | DNS                        | Não largou (Did not start)                |   |                                      |
| Recorde nacional      | Recorde nacional (National record)           | Recorde europeu       | Recorde europeu (European)            | DNF                        | Não terminou (Did not finish)             |   |                                      |
| Recorde pessoal       | Recorde pessoal do atleta (Personal best)    | Recorde da Oceania    | Recorde da Oceania (Oceania)          | DSQ / DQ                   | Desclassificado (Disqualified)            |   |                                      |
| Recorde da temporada  | Recorde da temporada do atleta (Season best) | Recorde sul-americano | Recorde sul-americano (South America) | NM                         | Sem marca (No mark)                       |   |                                      |